# Forset
Forset är en tätort i Gausdals kommun i Innlandet fylke i Norge. Orten utgjorde tidigare centralort i dåvarande Vestre Gausdals kommun i Oppland fylke.